# Delphi, Indiana
Delphi este o localitate, municipalitate și sediul comitatului Carroll, statul Indiana, Statele Unite ale Americii.